# Вамел
Вамел (нід. Wamel) — село в нідерландській провінції Гелдерланд. Входить до муніципалітету Вест-Мас-ен-Вал. Перша згадка про населений пункт датується 893-ім роком.
До 1984 року мало статус окремого муніципалітету.

## Уродженці
- Іріс ван Герпен — нідерландська модельєрка.

## Галерея

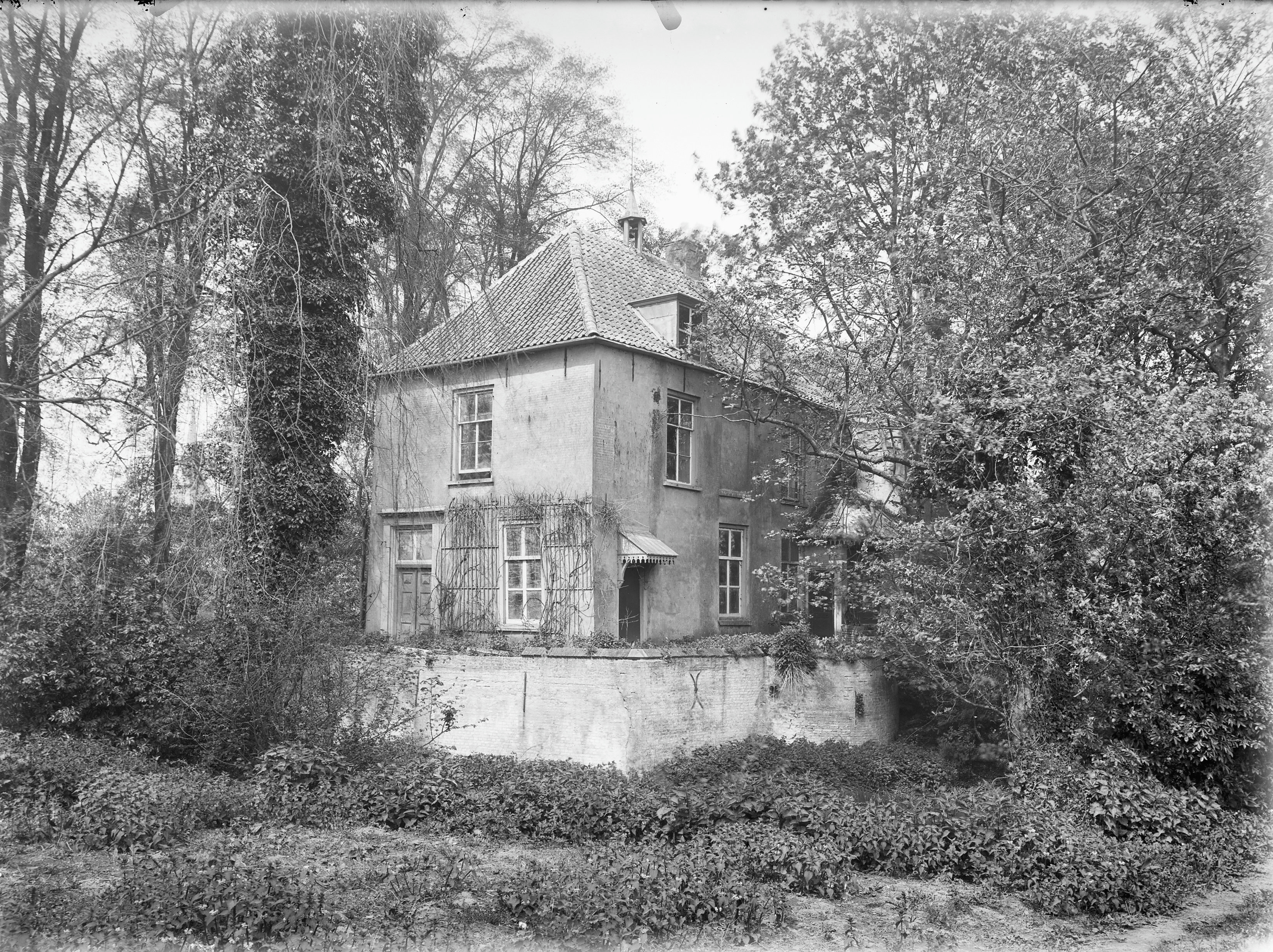
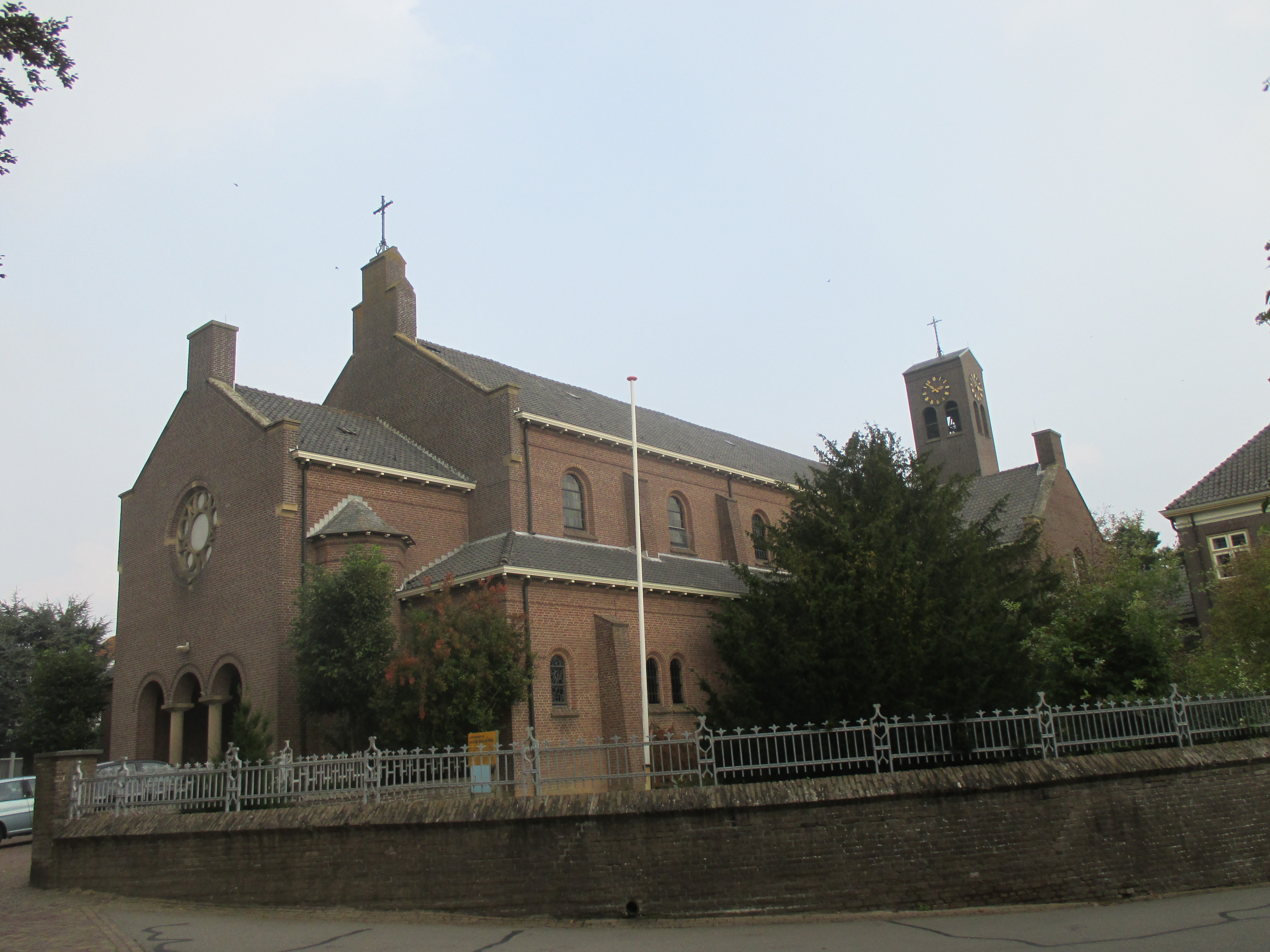
Церква св. Віктора
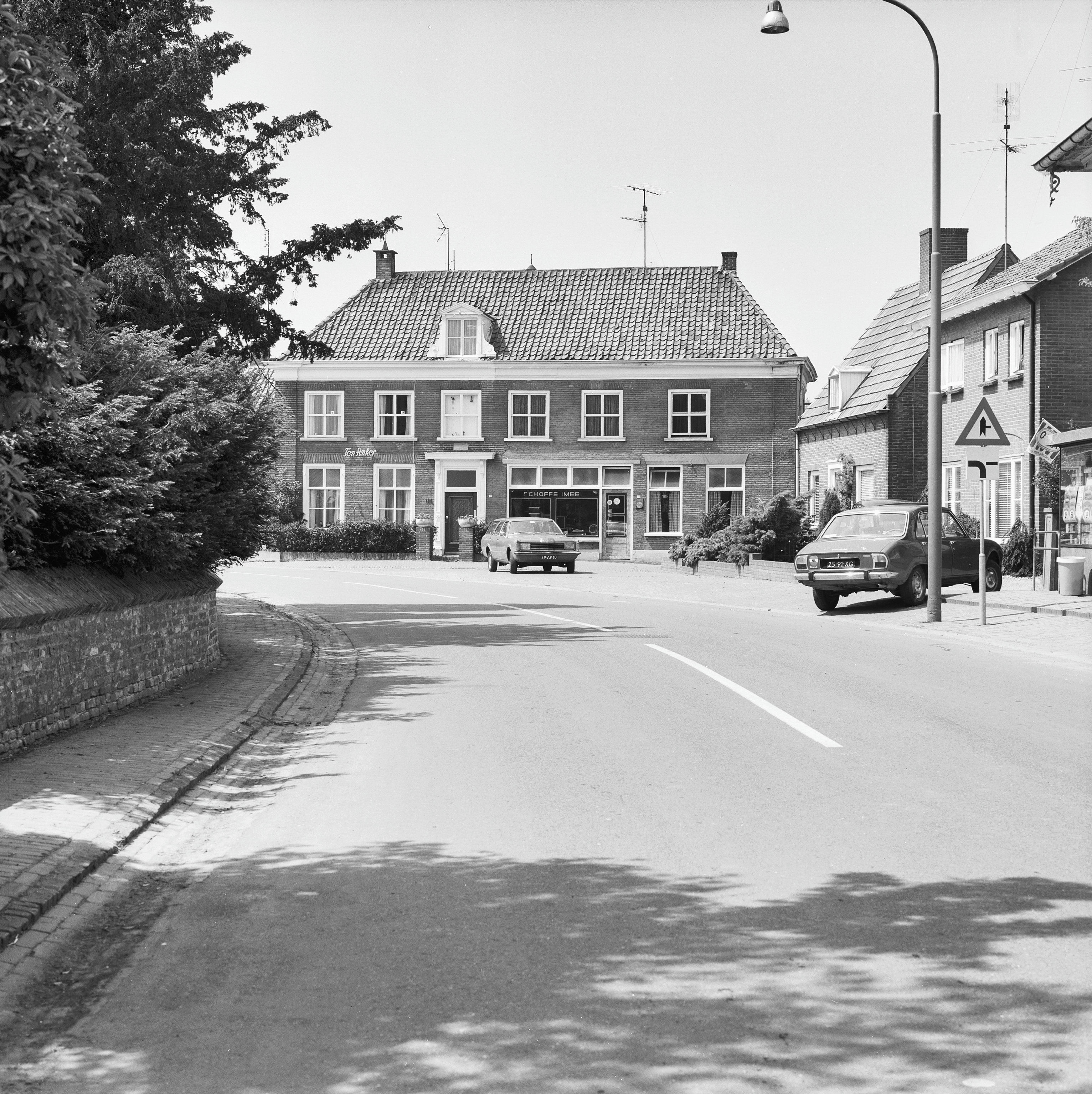
Сільська вулиця